# Robert Johnson (koszykarz)
Robert Johnson (ur. 27 maja 1995 w Richmond) – amerykański koszykarz, występujący na pozycji rzucającego obrońcy.
W 2013 wystąpił w turnieju Nike Global Challenge, zajmując w nim czwartą lokatę. Rok później wziął udział w meczu gwiazd amerykańskich szkół średnich Derby Classic.
W 2018 reprezentował Atlantę Hawks podczas letniej ligi NBA w Las Vegas oraz Salt Lake City.
8 sierpnia 2019 dołączył do zespołu z MKS-u Dąbrowy Górniczej. 12 grudnia opuścił klub, aby dołączyć do rosyjskiej Parmy Basket Perm.
19 stycznia 2022 został zawodnikiem Legia Warszawa. 30 lipca 2022 zawarł umowę z włoskim Neapolem Basket. 16 stycznia 2023 podpisał kontrakt z francuskim ADA Blois Basket. 17 listopada 2023 dołączył do Raptors 905. 24 listopada 2023 opuścił klub.

## Osiągnięcia
Stan na 4 grudnia 2023, na podstawie, o ile nie zaznaczono inaczej.
NCAA
- Uczestnik rozgrywek:
  - Sweet 16 turnieju NCAA (2016)
  - turnieju NCAA (2015, 2016)
- Mistrz sezonu regularnego konferencji Big 10 (2016)
- Zaliczony do składu honorable mention All-Big Ten (2018)

Drużynowe
- Wicemistrz Polski (2022)[6]

Indywidualne
- Najbardziej spektakularny rzut Energa Basket Ligi w sezonie 2021/22[7]
- Zaliczony do:
  - I składu kolejki EBL (24, 29 – 2021/2022)[8][9]
  - II składu EBL (2022 przez dziennikarzy)[10]